# Sagridola luctifera
Sagridola luctifera är en skalbaggsart som beskrevs av Leon Fairmaire 1893. Sagridola luctifera ingår i släktet Sagridola och familjen långhorningar.
Artens utbredningsområde är Madagaskar. Inga underarter finns listade i Catalogue of Life.